# Parolinia intermedia
Parolinia intermedia är en korsblommig växtart som beskrevs av Eric R.Svensson Sventenius och David Bramwell. Parolinia intermedia ingår i släktet Parolinia och familjen korsblommiga växter. Inga underarter finns listade i Catalogue of Life.

## Bildgalleri

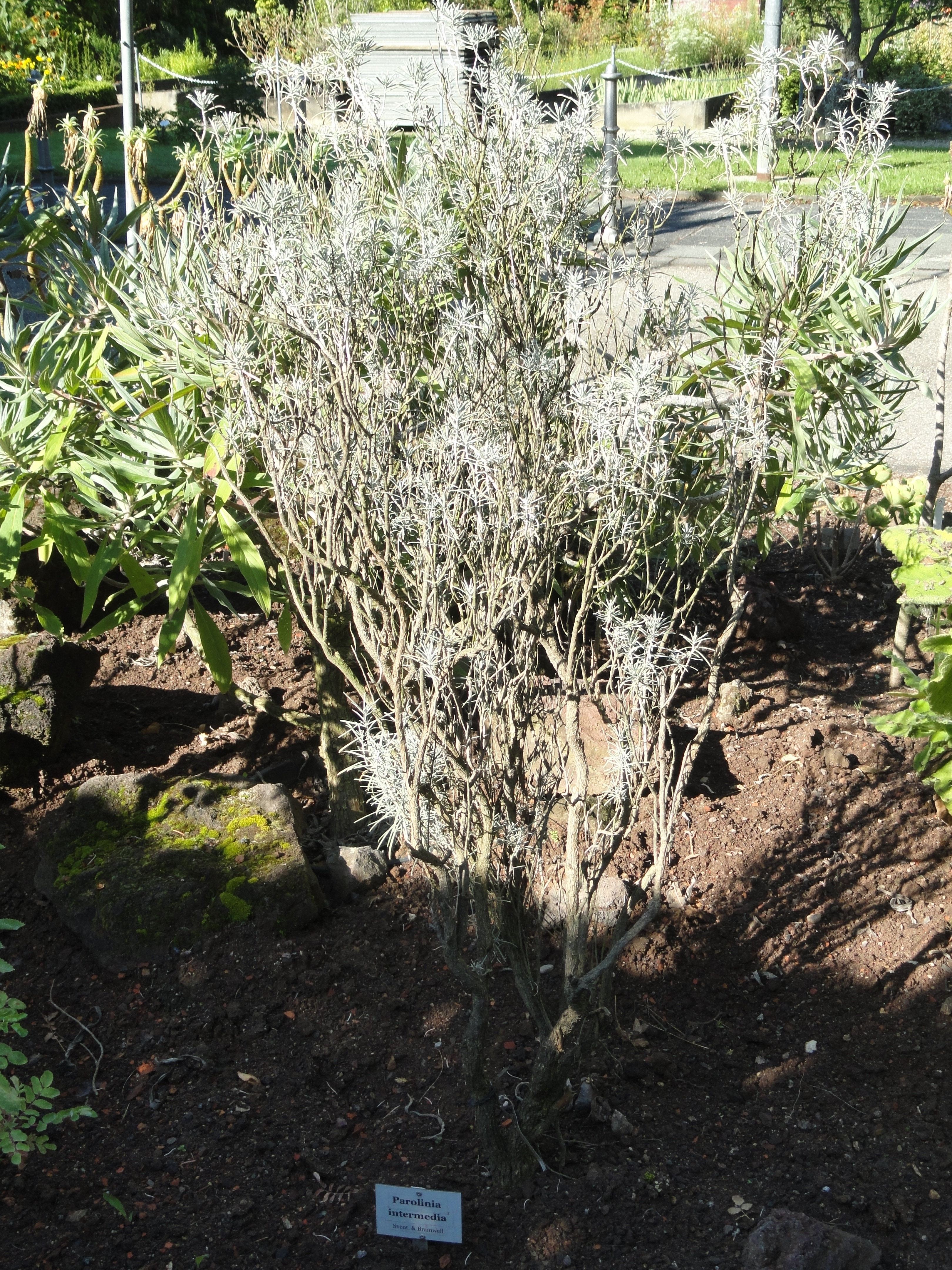
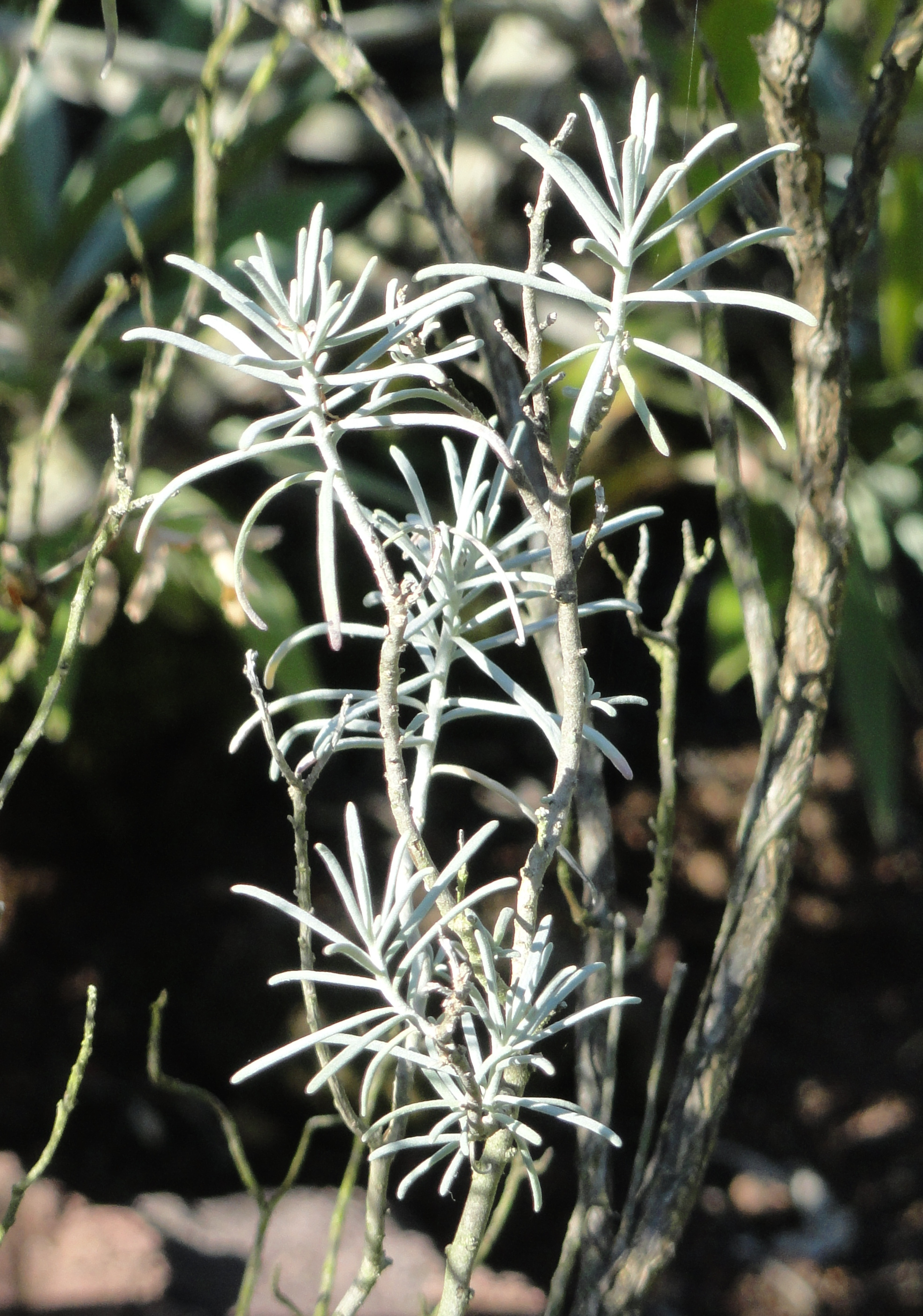